# This Is the Day (The Cranberries)
This Is the Day è un singolo del gruppo musicale irlandese The Cranberries, pubblicato il 24 giugno 2002 come ultimo estratto dal quinto album in studio della band Wake Up and Smell the Coffee.

## Descrizione
Scritto da Dolores O'Riordan e pubblicato nel 2002, il brano è stato interamente registrato l'anno prima presso i Windmill Lane Studios a Dublino.
Costituisce la quinta traccia dell'album Wake Up and Smell the Coffee (2001) ed è stato poi aggiunto nella raccolta dei maggiori successi della band Stars - The Best of 1992-2002 (2002) e anche nella successiva raccolta Gold (2008).

## Video musicale
Il videoclip della canzone è stato girato nel giugno 2002 e diretto da Olivier Dahan. Si tratta della quarta clip della band sotto la direzione di Dahan, già regista dei video di Salvation, Animal Instinct e You & Me.
Nel video si vede O'Riordan incatenata a un'auto che viaggia ad alta velocità attraverso l'universo, mentre la band suona la canzone in uno strano oggetto spaziale. Il filmato è apparso inizialmente in formato fisico sul maxi singolo europeo e pochi mesi dopo è stato incluso nell'album video Stars: The Best of Videos 1992-2002.

## Tracce
CD Single (Europa)
1. This Is The Day – 4:14 (Dolores O'Riordan)
2. Such A Waste – 2:29 (Dolores O'Riordan e Noel Hogan)

CD Maxi Single (Europa)
1. This is the Day – 4:14
2. Such a Waste – 2:29
3. Animal Instinct (Live Track From Live At Vicar Street Recording) – 3:28
4. This is the Day (video) – 3:02
5. This is the Day (video) – 4:13

## Classifiche
| Classifica (2002) | Posizione massima |
| ----------------- | ----------------- |
| Italia            | 43                |